# カスコ湾
カスコ湾（カスコわん、英: Casco Bay）は、アメリカ合衆国、メイン州南部のメイン湾入り口部分の湾である。東端はケープ・スモール、西端はケープ・エリザベスである。ポートランドは同湾の南端沿いに位置する。

## 歴史
「カスコ湾」の名称の由来には2つの説がある。1つはスペイン人の探検家エステバン・ゴメスが、1525年にメインの海岸を調査した際「Bahia de Cascos」（「ヘルメットの湾」湾の形に基づく）と名付けたという説である。もう1つはアブナキ族の名称「Aucocisco」（「アオサギの場所」または「泥だらけの」）によるものという説である。
座標: 北緯43度38分 西経70度03分 / 北緯43.633度 西経70.050度